# Antofagasta
Antofagasta (pronuncia-se /'an̪.to.fa'ɣas.ta/ em espanhol) é uma comuna e cidade do norte do Chile. É capital da Província de Antofagasta e capital da Região de Antofagasta. A cidade se encontra na América do sul, a 23°38’39" S de latitude e 70°24’39" O, de longitude, a 1 371,48 km de Santiago, capital de Chile. Limita ao ao norte com Serra Gorda, Mejillones e San Pedro de Atacama, sul com Taltal, ao oeste com o Oceano Pacífico e ao este com com o Departamento Os Andes de Argentina. É a quinta cidade mais povoada do país, atrás das cidades de Grande Santiago, Grande Valparaíso, Grande Concepción e Grande La Serena. Antofagasta é conhecida popularmente no Chile como a Pérola do Norte.

## Toponímia
Há uma série de teorias para explicar a origem do topônimo Antofagasta sem, todavia, se apresentar um consenso claro a respeito da verdadeira origem da palavra.
Provavelmente trata-se de uma palavra composta que provém do diaguita ou kakán meridional "anto" (ou hattun, que significa grande), "faya" (ou tenha, que significa salgar) e "gasta" (que significa povo), sendo um topônimo que significa "Povo do Salgar Grande".
Segundo outra teoria, pode ser uma palavra composta que provém do quechua "anta" (que significa cobre) e "pakai" (que significa esconder), sendo um topônimo que significa "Esconderijo de Cobre".
Outra teoria a relaciona com o chango "Antofagasti" (que significa Porta do Sol), forma em que os changos chamavam ao atual Monumento Natural La Portada.
Diz-se que o nome Antofagasta se deve a uma decisão de Manuel Mariano Melgarejo, quem renomeou a cidade em honra a uma estância que possuía em Antofagasta da Serra, por volta do ano 1870.

## História
Segundo registos arqueológicos, Antofagasta foi habitada em primeiro lugar pelos changos, coletores marinhos. A cidade de Antofagasta, embora fundada pelo governo boliviano em 1868, já se encontrava previamente povoada como porto de desembarque e como um lugar de refúgio e descanso para exploradores chilenos que iam até o litoral boliviana. Por isso, a fundação é algo ainda não estabelecido nem aceito oficialmente.
Antes do povoamento, Juan López, considerado o primeiro habitante da cidade, instalou-se no setor de Pena Blanca, hoje conhecido como La Chimba, onde começou a extração de minerais de maneira precária. Em 10 de agosto de 1866 foi assinado um tratado de limites entre a Bolívia e o Chile, adicionando uma ata em 25 de agosto. Neste documento, foi estabelecido como limite entre os dois países o paralelo 24 de latitude sul. Apesar da divisão territorial estipulada, ambos os governos se comprometeram a dividir pela metade os produtos provenientes da exploração dos depósitos de guano descobertos em Mejillones e a dos demais depósitos do mesmo adubo ainda por se descobrirem no território compreendido entre os graus 23 e 25 de latitude meridional, bem como também os direitos de exportação percebidos sobre os minerais extraídos no mesmo território.
Em 18 de setembro de 1866, José Santos Ossa e Francisco Puelma conseguiram a adjudicação legal da concessão de terrenos salitrais, depois de uma solicitação enviada ao governo boliviano. Depois de uma expedição liderada por José Santos Ossa, Alfredo Ossa e Hermenegildo (que foi o guia), o cateador Juan Zuleta descobriu ricos depósitos de salitre (nitrato) no setor de Salar del Carmen, a leste da atual Antofagasta. Depois do achado, José Santos Ossa, Francisco Puelma e Manuel Antonio de Lama acertaram de formar uma Sociedade Exploradora do Deserto de Atacama. Em 19 de março de 1868, foi constituída a Companhia Melbourne Clark, depois da junção de investimentos chilenos e ingleses. Mais tarde, a empresa conseguiu, em 5 de setembro de 1868, uma ampliação da concessão outorgada pelo governo boliviano, desta vez por 15 anos. Depois da formação da companhia, começou-se rapidamente a povoar o lugarejo que se denominou como La Chimba, em novembro de 1866.
Depois do terremoto de Iquique e Cobija, em 13 de agosto de 1868, foi necessário reconhecer legalmente La Chimba como um povoado mineiro. Em 27 de agosto de 1868, o presidente daBolívia, Manuel Mariano Melgarejo, encarregou o prefeito do Departamento do Litoral, de fundar La Chimba, no setor delimitado pelos comissionados Hilario Ruíz e José Santos Prada. Assim, em 22 de outubro de 1868 foram fundados oficialmente a vila e o porto sob o nome de La Chimba. Mais tarde, a cidade foi renomeada como Antofagasta. A primeira planta oficial da vila e do porto de Antofagasta foi desenhado por José Santos Prada, em 14 de setembro de 1869. Neste documento, delimitou-se o terreno da Companhia Melbourne Clark.
Em 8 de maio de 1871, Antofagasta foi designada como "porto maior", aberto ao comércio de todo o mundo.
Em 25 de janeiro de 1872, depois de uma sessão presidida pelo subprefeito do Departamento de Mejillones, Manuel Buitrago, fundou-se o Município de Antofagasta conforme a lei boliviana de municípios, pela qual se formou o Corpo de Agentes Municipais (posteriormente rebatizado como Junta Municipal de Antofagasta), integrado por dois alemães, um inglês e seis chilenos. Félix García Videla assumiu como presidente do Corpo de Agentes Municipais, composto pelos munícipes Francisco Errázuriz, Emeterio Moreno, Salvador Reyes, Matías Rojas, Juan Vargas, Luis Lichenstein, Ernesto Wolchmar Graf Buchheim e Luis Foster. Além disso, como medida ante o descontrole da população, foi criada a Chefatura de Polícia, comandada por Domingo Machado, que se encarregava de regular o Corpo de Guardiães da Guarda de Ordem e Segurança.
Depois de que Manuel Mariano Melgarejo foi destituído por Agustín Morales, em 15 de janeiro de 1871, o tratado de limites de 1866 foi denunciado pelo governo de Bolívia, não sendo reconhecido por esta parte, pois a divisão de impostos era desvantajosa para os bolivianos. Este conflito foi resolvido mais tarde com o Tratado de limites de 1874 entre Bolívia e Chile. Dentro de seus pontos mais importantes, estava a insenção de registro de propriedades chilenas por 25 anos. A Bolívia reagiu tardiamente aos privilégios que o mesmo governo outorgou aos empresários nos tratados limítrofes. Assim, a Assembleia Constituinte da Bolívia chegou à resolução de criar um imposto de 10 centavos sobre o quinto exportado do território boliviano, decisão que afetou os interesses da Companhia de Salitres e Transportes Ferroviários de Antofagasta. A decisão da assembleia se traduzia diretamente como uma violação ao artigo IV do tratado de 1874.
O conflito começou a se tensionar, pois nenhuma das partes quis ceder: nem a Bolívia queria suspender o imposto, nem o Chile deixar de reclamar por ele. O Chile ameaçou declarar nulos os tratados limítrofes de 1866 e 1874 se a Bolívia cobrasse o imposto. Portanto, o Chile advertia que reivindicaria para si a zona entre os paralelos 23 e 24 que já reclamava antes do tratado e cujos direitos tinha cedido à Bolívia sob condição das cláusulas que, para os chilenos, estariam sendo violadas. Depois que Hilarión Daza ameaçou confiscar as instalações da Companhia de Salitres e Transportes Ferroviários de Antofagasta se o Chile não pagasse o imposto criado (além de ameaçar o termo das demais concessões), o governo chileno reagiu, enviando o blindado Blanco Encalada desde o porto de Valparaíso, em dezembro de 1878. O governo boliviano interpretou isso como uma provocação, já que o blindado amanheceu em Antofagasta, no dia 26 de dezembro.
O conflito se agravou quando o governo boliviano decidiu confiscar a Companhia de Salitres e Transportes Ferroviários de Antofagasta, a qual se negou a pagar o imposto. O confisco da companhia foi programado para 14 de fevereiro de 1879. Em resposta, o Chile decidiu manter o Blanco Encalada ancorado no porto de Antofagasta. Na manhã de 11 de fevereiro, o presidente chileno Aníbal Pinto, em reunião com seu gabinete, tomou a decisão de declarar guerra. A recepção do telegrama enviado pelo ministro plenipotenciário da Bolívia, com a mensagem "Anulação da lei de fevereiro, reivindicação das salitreiras da companhia" provocou a decisão de Pinto, que ordenou o envio de outro blindado, Almirante Cochrane, e a corveta O'Higgins, rumo a Antofagasta, para ocupar a cidade junto ao Blanco Encalada.
Esta operação foi realizada em 14 de fevereiro de 1879, quando Antofagasta foi ocupada pelo Chile, no momento do desembarque das tropas chilenas sob o comando do coronel Emilio Sotomayor. Este evento se traduz como a primeira ação militar chilena no conflito conhecido como Guerra do Pacífico, pois com a ocupação tiveram início as operações militares.
Em 26 de maio de 1879 aconteceu o primeiro combate naval de Antofagasta, com o ataque do monitor Huáscar, enquanto as tropas chilenas prestavam homenagem ao capitão de corveta Carlos Condell. O segundo combate naval de Antofagasta ocorreu três dias depois. Em 1884, foi assinada a trégua entre a Bolívia e o Chile, estabelecendo que o território entre o rio Louva e o paralelo 23 ficaria sob a administração chilena, enquanto a Bolívia teria acesso aos portos de Arica e Antofagasta. No entanto, os dois tratados deixaram assuntos pendentes que foram esclarecidos em dois outros tratados posteriores, o Tratado de Paz e Amizade entre o Chile e a Bolívia em 1904 e o Tratado de Lima de 1929 com o Peru.
O Tratado de Paz e Amizade entre o Chile e a Bolívia, assinado em 20 de outubro de 1904 e promulgado em 21 de março de 1905, estabeleceu a perpetuidade das fronteiras entre os dois países. O território de Antofagasta ficou definitivamente dentro das fronteiras chilenas, mas em troca o Chile se comprometia a construir uma ferrovia ligando as cidades de Arica e La Paz, e concedia à Bolívia o livre trânsito de comércio através do território chileno. Com isso, a Bolívia reconhecia definitivamente a soberania chilena sobre o território em disputa. No entanto, este tratado foi origem constante de tensões diplomáticas entre ambos países durante o século XX e começo do século XXI, devido ao fato de que Bolívia perdeu todo o litoral no Oceano Pacífico. O deslizamento de Antofagasta, em 18 de junho de 1991, arrasou grande parte da cidade, danificando terrenos, 2 464 moradias e destruindo 493 construções, além de causar danos materiais calculados em aproximadamente US$ 70 milhões na época. A catástrofe deixou um saldo de 92 mortos, 16 desaparecidos e aproximadamente 20 000 feridos.
Quatro anos depois, na madrugada de 30 de julho de 1995, a cidade sofreu um terremoto de 7,3 na Escala de Richter e com uma intensidade entre VII a VIII na Escala de Mercalli. O evento deixou um saldo de três mortos e aproximadamente cem feridos, e danos estruturais que foram leves para a magnitude do evento.

## Geografia
A cidade está localizada na América do sul, a 23°38'39 S de latitude e 70°24'39 O de longitude, com uma elevação média de 40 m. Limita ao sul com Taltal, ao norte com Serra Gorda, Mexilhões e San Pedro de Atacama, ao oeste com o Oceano Pacífico e ao este com o Departamento Os Andes de Argentina. O limite norte da comuna percorre uma série de metas, sendo destacáveis (de oeste a este) Ponta Lagartos, Cerro Negro, Cerro Valenzuela, Cerro Carrasco, Cerro Amarelo, Cerro Bufa-o, Cerro Mastodonte, Cerro Borboletas, Cerro Cerrillos, Cerro Pingo, Cerro Pajonales e finalmente uma parte da Pampa Pedra Pómez. No limite sul destacam Ponta Dos Reyes, Cerro Paranal, Cerro Alto de Varas, Cerro Guanaco, Cerro Negro do Tolar, Cerro Ponta do Vento, Cerro Varinhas, Cerro Pontas Longas, Cerro San Rosendo e o Cerro Dois Irmãos. Foi declarada como uma comuna parcialmente em zona fronteiriça o 20 de julho de 1999, pelo Decreto Supremo Nº 1 166 do Ministério de Relações Exteriores.
O área urbana de Antofagasta se encontra localizada nas planícies litorâneas, ao sul da Península de Mexilhões e ao norte de Cerro Colosso. O Trópico de Capricórnio coincide no setor norte da cidade, fora do rádio urbano, onde se localiza o Aeroporto Internacional Cerro Moreno. Por esta razão o 21 de dezembro de 2000 se inaugurou a Meta ao Trópico de Capricórnio. Possui escassa vegetação por estar inserido dentro do Deserto de Atacama, o qual é o deserto mais árido do mundo.

## Climatologia
A comuna de Antofagasta apresenta uma variedade climática de quatro tipos (presente em toda a Região de Antofagasta), a qual varia segundo a altitude. Nas planícies litorinas (onde se localiza a cidade), encontra-se um clima desértico com nublados abundantes (Bwn). Depois da Cordilheira da Costa, encontra-se um clima árido cálido (Bwh), com uma temperatura média anual que ultrapassa os 18 °C.No setor da Cordilheira de Domeyko se encontra um clima desértico frio (Bwk), com uma temperatura média anual que não ultrapassa os 18 °C. Finalmente no setor mais interno, prévio à Cordilheira dos Andes, encontramos um clima frio de tundra por altura (ETH). A temperatura média anual é de 16,4 °C, a temperatura mínima mensal é de 13 °C e a temperatura máxima mensal é de 20 °C. A marcada aridez e a escassez de água é regulada pela Corrente de Humboldt, o qual se traduz em temperaturas suaves e estáveis durante a maior parte do ano, além de abundante umidade e neblinas matinais conhecidas como camanchaca. O anticiclone do Pacífico gera ventos desde o sul e o sudoeste.

## Geomorfologia
Antofagasta se encontra sobre solos rochosos, duros e resistentes. Sobre esta capa encontra-se um solo denso de areia e fragmentos rochosos de tamanho médio. A cidade possui geomorfologia irregular devido à presença de colinas escarpadas que são parte de Cordilheira da Costa em sua fronteira a leste, e pelo Oceano Pacífico a oeste. A formação do maciço rochoso faz com que a inclinação seja abrupta. A fronteira costeira da cidade, muito rochosa, possui sedimentos vulcânicos, em contraste com a constituição dos cerros de areia fina. Destaca-se na costa norte uma formação rochosa chamada A Portada de Antofagasta, parte da falésia existente nessa área, que acabou isolada pela ação da erosão marinha. Existem cerca de quinze quebradas que apresentam hoyas com acumulações de areia e cascalho. Dentro das hoyas de maior amplitude estão a Hoya A Chimba, Hoya Caracóis, Hoya A Corrente, Hoya A Negra e Hoya O Way. Estas hoyas e suas respectivas quebradas, além da Quebrada sem nome, Quebrada Baquedano, Quebrada O Touro, Quebrada O Carrizo e Quebrada Jardins do sul, as quais foram as responsáveis dos abnegamientos produto do aluvión de 1991.

## Hidrografia
A presença do anticiclone do Pacífico provoca uma marcada ausência de precipitações. A média anual de precipitações é de só 4 mm, as quais se produzem geralmente nos meses de junho, julho e agosto. De maneira muito especial as precipitações podem estender-se até os meses de novembro e dezembro, como consequência do fenômeno do inverno altiplano. Dentro dos recursos hidrográficos da comuna, encontramos os salares, entre os quais se destacam o Salar de Pajonales, o Salar Mar Morto, o Salar Ponta Negra e o Salar de Talar.

## Demografia
Segundo os dados coletados no Censo aplicado pelo Instituto Nacional de Estatísticas (INE), a cidade possui uma população de 296 905 habitantes, dos quais 143 685 são mulheres e 153 220 são homens, distribuídos em uma superfície de 30 718 km². A percentagem de variação inter-censos entre 1992 e 2002 é de 30,00%. Antofagasta acolhe 60,10% da população total da região. 0,37% (1 113 habitantes) corresponde à população rural e 99,63% (295 792 habitantes) à população urbana. Segundo estimativas do INE, em 2005 a cidade aumentou a sua população a 335 672 habitantes. Existe uma porcentagem importante de colônias residentes, sendo as mais numerosas a croata, a grega, a chinesa, a italiana e a boliviana.

## Governo
A comuna de Antofagasta pertence à 2ª circunscripção (II - Antofagasta), a qual é representada no Senado pelos senadores Carlos Cantero (RN) e José Antonio Gómez (PRSD). Do mesmo modo, a comuna é parte do distrito número 4, o qual é representado na Câmara de Deputados do Congresso Nacional pelos deputados Manuel Rojas (UDI) e Pedro Araya (PDC).
De maneira específica, a administração da comuna de Antofagasta recai sobre a Ilustre Municipalidade de Antofagasta, corporação autônoma de direito público, com personalidade jurídica e patrimônio próprio. A máxima autoridade de dita municipalidade é o prefeito Daniel Adaro. O prefeito conta com a assessoria de um Conselho Econômico e Social de caráter consultivo, além de um Concejo Municipal, composto pelos vereadores Félix Acori (RN), Robert Araya (UDI), Gonzalo Santolaya (UDI), Gonzalo Dantagnan (PDC), Rubén Gajardo (PDC), Marcos Simunovic (PPD), Hernán Vargas (PS) e Augusto Montenegro (PS).Adicionalmente, a Ilustre Municipalidade de Antofagasta conta com uma série de direções municipais, entidades criadas para satisfazer e controlar certas necessidades comunitárias de uma maneira mais específica. Estas são:
- Direção de Gabinete de Prefeitura.
- Direção de Secretaria Municipal.
- Direção de Secretaria Comunal de Planejamento e Coordenação.
- Direção de Controle.
- Direção de Obras Municipais.
- Direção de Administração e Finanças.
- Direção de Assessoria Jurídica.
- Direção de Desenvolvimento Comunitário.
- Direção de Lavabo. Direção de Trânsito e Transporte Público.
- Direção de Emergência e Operações. Direção de Médio Ambiente e Ornato.
- Direção de Turismo e Cultura. Direção de Segurança Cidadã.

Na comuna de Antofagasta também se encontra o edifício da Intendencia Regional, sede administrativa do Governo Regional de Antofagasta.

## Economia
Historicamente, tanto a região como a comuna tiveram uma economia baseada na produção industrial e a exploração de minerais. Nos primeiros anos, a busca de guaneras e jazigos de cobre era a principal atracção. Posteriormente, a descoberta de jazigos de salitre e seu grande valor a nível mundial, fizeram de Antofagasta um lugar de interesse. Depois da queda da indústria salitrera, que se desencadeou com a descoberta do salitre sintético, o país entrou numa profunda depressão econômica. Atualmente, o cobre se converteu no principal mineral da região. Entre suas empresas mineiras mais importantes se encontram a Empresa Mineira de Mantos Brancos (cobre), SQM (boratos e carbonato de lítio), Companhia Mineira Zaldivar (cobre), Mineira Escondida (cobre) e Atacama Minerals (salitre), entre outras.
A 20 km ao interior da zona urbana se encontra a Cidade Empresarial A Negra, um complexo de aproximadamente 2 400 hectares. Nela se encontra a refinaria de cobre Noranda e a planta de cimento Inacesa. Dentro do rádio urbano, os centros de operações de múltiplas empresas se encontram insertos dentro do Bairro Industrial, principalmente ao longo da Avenida Pedro Aguirre Porca.O Casino & Resort Enjoy Antofagasta, depois da confirmação do 14 de julho de 2006 por parte da Superintendência de Casinos de Jogo de Chile, adjudicou-se a licença de casino. O projeto de 23 420 m², a cargo do grupo AM Corp, projeta a construção de um casino de 2 300 m², um hotel cinco estrelas, um centro de convenções de 960 m², um spa, quatro restaurantes, três bares, três cafeterias, salas de espetáculos, uma zona de entretenimento infantil e uma discoteca, além de 264 estacionamentos. Adicionalmente, o projeto planeja a recuperação das Ruínas da Fundição de Metais de Huanchaca, sob a criação de um Parque Cultural Ruínas de Huanchaca, composto por um museu mineiro, um museu astronómico e um museu arqueológico, além de um anfiteatro para 300 espectadores.

## Comércio
Até mediados dos anos 1990, aproximadamente, o núcleo comercial da cidade se encontrava concentrado no coração da cidade, distribuindo-se principalmente ao longo do Passeio Para pedestres Arturo Prat e do Passeio Para pedestres Manuel Antonio Matta, além de algumas ruas aledañas. O setor estava fundamentalmente composto por lojas locais ou nacionais de baixo perfil no mercado. Com a criação de novos projetos, com a finalidade de gerar novos pólos de desenvolvimento para a cidadania e assim descentralizar a cidade, como também com a chegada de investimentos provenientes desde outras cidades, o comércio antofagastino aumentou sua demanda. É a medidos dos anos 1990, quando recém começaram a instalar-se na cidade as primeiras sucursais das correntes mais importantes de grandes armazéns do país.
O recente equipamento comunitário para o setor norte da cidade, essencialmente na periferia da Plaza Bicentenario da República, descentralizou o comércio. Ademais, a inauguração de Mall Plaza Antofagasta, o 15 de setembro de 2006, permitiu que o centro da cidade se estendesse para o borde costeiro, habilitando mais espaços para a família e a recreação. Este shopping, insiro dentro do melhoramento da Costanera Central, é o primeiro deste tipo de recintos que se habilitou na cidade. Outro núcleo comercial é a Plaza Emilio Sotomayor, que concentra a um grupo de pequenos artesãos da cidade. Neste mesmo lugar se encontra o Mercado Municipal, lugar de venda de alimentos e flores, onde se concentra uma pequena quantidade de restaurantes, cuja especialidade são os produtos marinhos. Ademais a vaga é um ponto de encontro de atividades culturais e uma fonte de trabalho para muitas famílias.

## Turismo
Durante os últimos anos, Antofagasta incrementou sua oferta turística, como uma medida para reter aos turistas que passam pela cidade, com destino a outras localidades como San Pedro de Atacama.Segundo os dados coletados pelo Instituto Nacional de Estatísticas (INE) e o Serviço Nacional de Turismo (SERNATUR) durante o primeiro semestre de 2006, de um total de 1 249 578 turistas (provenientes do território nacional ou estrangeiro) que circularam por Chile durante dito período, 123 643 o fizeram pela comuna de Antofagasta, o que se traduz num crescimento do fluxo turístico comunal de um 31,39% (com respeito aos 94 107 turistas do relatório anterior).
Dentro dos atrativos turísticos se encontra o Monumento Natural A Portada, acidente geomorfológico de rochas sedimentarias e restos fósseis que conta com uma superfície de 31,27 tem e que possui uma alcantilado costeiro que atinge uma altura máxima de 52 msnm e que rodeia ao arco da Portada. Está localizado a aproximadamente 18 km ao norte, pela Rota 1. Atualmente se está planejando uma remodelação no acesso e seus arredores.Outro atrativo turístico natural é a Reserva Nacional A Chimba, que está localizada aproximadamente a 10 km ao nordeste, dentro da Quebrada A Chimba (na Cordilheira da Costa). Esta reserva, que conta com uma superfície de 2.583 tem, apresenta uma série de fatores que geram microclimas. Podem-se encontrar até noventa espécies de fauna e flora. Foi declarada Reserva Nacional o 13 de julho de 1988, pelo Decreto Supremo Nº 71 do Ministério de Agricultura.
A Meta ao Trópico de Capricórnio se encontra a só metros do Aeroporto Internacional Cerro Moreno e é marca a posição exata do Trópico de Capricórnio. É um observatório do fenômeno de solstício. A 75 km ao sul da cidade se localiza a Mão do Deserto, escultura criada pelo artista chileno Mario Irarrázabal. O Parque Nacional Llullaillaco é uma propriedade de 268 670 protegeu pela Corporação Nacional Florestal (CONAF). Encontra-se emoldurado dentro da comuna de Antofagasta, a 275 km da cidade de Antofagasta, Está insiro na Cordilheira dos Andes, entre os 3 000 e 6 700 msnm, onde destacam o Vulcão Llullaillaco (6 739 msnm), o Cerro da Pena (5 260 msnm) e o Cerro Águas Quentes (5 060 msnm). No habitam vicuñas (Vicugna vicugna) e guanacos (Lama guanicoe), sendo o ponto de maior densidade populacional destas espécies na região. Considera-se dentro do área resguardada ao Deserto Montano da Cordilheira de Domeyko, à a estepe desértica dos salgares andinos e às formações azonales de vegas e bofedales.
A comuna conta com uma série de praias, das quais, algumas foram construídas artificialmente como uma medida de habilitação do borde costeiro. Algumas destas praias são: o Balneário Municipal, Praia O Trocadero, Praia Paraíso, Praia O Huáscar (a 8 km ao sul), Praia Amarela (a 11 km ao sul), Praia A Rinconada (a 26 km ao norte) e Praia Juan López (a 36 km ao norte).

## Rede hoteleira
Para a recepção dos turistas, em Antofagasta existem aproximadamente 56 lugares de alojamento, repartidos principalmente entre hotéis, apart hotéis, pensões, residenciais, e choupanas. Estes recintos se encontram distribuídos ao longo da cidade, ainda que principalmente concentrados no setor centro e sul da cidade. Dentro da gama hoteleira, um dos recintos mais antigos é o Hotel Antofagasta, inaugurado o 29 de novembro de 1953. Atualmente o edifício é parte da corrente hoteleira Panamericana Hotéis. Durante mediados dos anos 1990, correntes hoteleiras multinacionais se instalaram na cidade, dentro das quais se pode destacar o Radisson Hotel Antofagasta, propriedade da corrente hoteleira Radisson Hotels & Resorts, e o Holiday Inn Express Antofagasta, propriedade da corrente hoteleira Hotels and Resorts, Holiday Inn Express.

## Cidades irmãs
- Sete Lagoas, MG, Brasil